# Скронева епілепсія
Скронева епілепсія (СЕ; англ. Temporal lobe epilepsy, TLE) — форма епілепсії, для якої характерні періодично повторювані неспровоковані напади з локалізацією епілептогенного вогнища в медіальній або латеральній скроневій частині мозку. Типи нападів — прості парціальні без втрати свідомості (як з аурою, так і без неї) і складні парціальні з непритомністю. В останньому випадку процес збудження поширюється на обидві скроневі частки, що спричиняє втрату свідомості та порушення пам'яті. Скронева епілепсія є найпоширенішою формою епілепсії осередкових нападів.

## Загальна інформація
У галузі неврології скронева епілепсія є тривалим розладом головного мозку, який викликає неспровоковані судоми в скроневій частці. Скронева епілепсія є найпоширенішим видом фокальної епілепсії серед дорослих. Симптоми та поведінка судом відрізняють судоми, що виникають із медіальної скроневої частки, від судом, що виникають із латеральної (неокортикальної) скроневої частки. Можуть виникнути супутні захворювання пам'яті та психіки.
Хворі можуть відчувати галюцинації, обмани сприйняття: бачити, чути, відчувати смак, вловлювати запах і торкатися того, що не є реальним. Деякі люди повідомляють про наявність аури (зазвичай загрозливої), що описується як ясне почуття дежавю чи страху.
Як правило, СЕ діагностують у дитинстві або підлітковому віці. Діагностика хвороби проводиться за допомогою аналізу крові та досліджень мозку (наприклад: ЕЕГ, КТ, ПЕТ та/або МРТ). Вона може мати ряд причин — черепно-мозкові травми, інсульти, структурні ушкодження мозку, пухлини мозку; якщо ж причину не вдається знайти, кажуть, що це ідіопатичний випадок.
Перший крок у лікуванні хвороби — це прийняття протиепілептичних препаратів. У деяких випадках показано хірургічне втручання, особливо якщо є аномалія в головному мозку. Другий варіант — це лікування за допомогою електростимуляції блукаючого нерва (VNS-терапія).

## Причини та механізми захворювання
Передбачається, що фебрильні судоми в дитячому віці привертають до подальшого розвитку захворювання, проте причина цього не ясна.
При скроневій епілепсії може відзначатися склероз гіпокампу та мезіальний скроневий склероз.
Характерна патологія мозку при скроневій епілепсії — дисперсія гранулярних клітин гіпокампу. Дисперсія зустрічається, за оцінками, у 45—73 % пацієнтів. Тяжкість цієї патології безпосередньо пов'язана з недоліком риліну, білка, що регулює позиціонування нейронів. У мишачій моделі медіальної скроневої епілепсії тривалі судоми призводять до втрати рилін-виробляючих інтернейронів і подальшого порушення позиціонування новонароджених гранулярних клітин зубчастої звивини. Знижена концентрація риліну не дозволяє ланцюжкам нейробластів, що мігрують, вчасно роз'єднатися і припинити міграцію.

## Типи
Згідно з класифікацією епілепсії Міжнародної ліги проти епілепсії (ILAE) 2017 року, епілепсія з вогнищевим початком виникає внаслідок нападів, які виникають через біологічну нейронну мережу в одній півкулі головного мозку. Скронева епілепсія виникає внаслідок нападів, що виникають у скроневій частці. Скронева епілепсія є найпоширенішою фокальною епілепсією, і 80 % скроневої епілепсії є мезіальною (медіальною) скроневою епілепсією, скроневою епілепсією, що виникає з внутрішньої (медіальної) частини скроневої частки, яка може охоплювати гіпокамп, парагіппокампальну звивину або мигдалеподібне тіло. Менш поширені напади латеральної скроневої частки або неокортикальної скроневої частки виникають із зовнішньої (латеральної) скроневої частки. Класифікація ILAE 2017 розрізняє фокальні напади від фокальних порушень. Фокальний свідомий напад скроневої частки відбувається, якщо людина продовжує усвідомлювати, що відбувається протягом усього нападу; свідомість може бути збережена, навіть якщо під час нападу відбувається порушення реагування. Фокальний напад скроневої частки з порушенням свідомості виникає, якщо людина перестає усвідомлювати протягом будь-якої частини нападу.

## Симптоми та поведінка

### Медіальна скронева епілепсія
Під час нападу скроневої частки людина може відчувати ауру нападу; аура — це вегетативний, когнітивний, емоційний або сенсорний досвід, який зазвичай виникає на початку нападу. Поширені аури при нападах у скроневій частці включають підвищення епігастрії, дискомфорт у животі, відчуття смаку (смак), запах (нюх), поколювання (соматосенсорне), страх, дежавю, жамевю, повільне або прискорене серцебиття (тахікардія).  Потім людина може дивитися порожньо, виглядати нерухомо (ступор) і втрачати свідомість. Можуть виникати повторювані стереотипні рухові поведінки (автоматизми), такі як повторне ковтання, цмокання губами, колупання, навпомацки, поплескування або вокалізація.
Дистонічна поза — це неприродне застигання однієї руки, що виникає під час нападу. Дистонічна поза на одній стороні тіла зазвичай вказує на початок нападу з протилежного боку мозку, наприклад, дистонічна поза правої руки, що виникає внаслідок нападу лівої скроневої частки. Порушення мовної функції (дисфазія) під час або незабаром після нападу частіше виникає, коли судоми виникають з боку мозку, де домінує мова.

### Бічна скронева епілепсія
Загальні аури при судомах, що виникають із первинної слухової кори, включають запаморочення, дзижчання, слух пісні, слух голосів або зміну слухових відчуттів. Латеральні судоми у скроневій частці, що виникають із з'єднання скронево-тім'яної частки, можуть викликати складні зорові галюцинації. Порівняно з мезіальними судомами скроневої частки, латеральні судоми скроневої частки є нападами меншої тривалості, виникають із ранньою втратою свідомості та, швидше за все, стають вогнищем двобічного тоніко-клонічного нападу. Порушення мовної функції (дисфазія) під час або незабаром після нападу частіше виникає, коли судоми виникають з боку мозку, де домінує мова.

## Супутні захворювання

### Пам'ять
Основним когнітивним порушенням при мезіальній скроневій епілепсії є прогресуюче порушення пам'яті. Це включає декларативне порушення пам'яті, включаючи епізодичну пам'ять і семантичну пам'ять, і погіршується, коли ліки не можуть контролювати напади.  Мезіальна скронева епілепсія, яка виникає з мовної домінантної півкулі, порушує вербальну пам'ять, а мезіальна скронева епілепсія, яка виникає з мовної недомінантної півкулі, порушує невербальну пам'ять.

### Психіатричні супутні захворювання
Психіатричні розлади частіше зустрічаються серед хворих на епілепсію, а найбільша поширеність спостерігається серед тих, хто страждає на епілепсію скроневої частки. Найбільш поширеним психіатричним супутнім захворюванням є великий депресивний розлад. Інші розлади включають посттравматичний стресовий розлад, загальний тривожний розлад, психоз, обсесивно-компульсивний розлад, шизофренію, біполярний розлад, розлад вживання психоактивних речовин і ~9 % поширеності самогубств.

#### Особистість
Синдром Гешвінда — це синдром зміненої сексуальності (найчастіше гіпосексуальності), релігійності та нав'язливого чи великого письма та малювання, що виникає у людей із скроневою епілепсією. Проте подальші дослідження не підтвердили асоціації цих поведінкових рис із скроневою епілепсією.  Існують повідомлення про релігійну поведінку людей із скроневою епілепсією.

## Причини
Склероз гіпокампу, пухлина головного мозку, черепно-мозкова травма, мальформація церебральних судин, розлади міграції нейронів, інфекції, такі як енцефаліт і менінгіт, аутоімунні захворювання (лімбічний енцефаліт) і генетичні розлади можуть спричинити скроневу епілепсію.

### Фактори ризику
Багато людей з неконтрольованою скроневою епілепсією мали фебрильні судоми в дитинстві. Короткочасний фебрильний напад лише незначно підвищує ризик розвитку афебрильних судом. Однак тривалий напад фебрильного епілептичного статусу призводить до 9 % ризику розвитку епілепсії. Немає чіткого зв'язку між фебрильними судомами та розвитком склерозу гіпокампу.

### Механізми

#### Втрата нейронів
Склероз гіпокампу виникає при тяжкій втраті нейронів CA1 і менш серйозних CA3 і CA4. Експериментальні дослідження показали, що активація рецептора N-метил-d-аспартату (NMDA) спричиняє втрату нейрональних клітин, а індуковані електричною стимуляцією тваринні моделі епілепсії скроневої частки дублюють схему втрати клітин при епілепсії скроневої частки у людей. Повторювані напади необоротно пошкоджують інтернейрони, що призводить до стійкої втрати повторюваного гальмування. Пошкодження ГАМКергічних інтернейронів призводить до втрати гальмування, неконтрольованого активування нейронів, що призводить до судом.  Гіпотеза вторинного епілептогенезу полягає в тому, що повторювані напади призводять до втрати інтернейронів, втрати головних глутаматергічних нейронів, проростання аксонів і формування нових рецидивуючих глутаматергічних збуджувальних ланцюгів, що призводить до більш важкої епілепсії. Механізми, пов'язані з втратою нейронів, не повністю пояснюють епілепсію скроневої частки, оскільки епілепсія скроневої частки може виникнути лише з мінімальною втратою нейрональних клітин.

#### Нейрон-специфічна мутація котранспортера типу 2 K+/Cl− (KCC2)
Ця мутація KCC2 запобігає субікулярним нейронам від екструзії іонів калію та хлориду, що призводить до внутрішньоклітинного накопичення хлориду та позитивних струмів, опосередкованих γ-аміномасляною кислотою (ГАМК). Накопичене витікання хлоридів через ГАМК-рецептори призводить до деполяризації нейронів, підвищеної збудливості нейронів і, зрештою, до судом. Люди з цією мутацією мають мезіальну скроневу епілепсію з гіпокампальним склерозом.

#### Дисперсія гранульованих клітин
Дисперсія зернистих клітин зубчастої звивини відноситься до шару зернистих клітин, який розширений, погано відмежований або супроводжується зернистими клітинами поза шаром (ектопічні зернисті клітини). У нормальному мозку зубчасті зернисті клітини блокують поширення судом від енторинальної кори до гіпокампу. Гіпотеза полягає в тому, що дисперсія зернистих клітин може порушити нормальний шлях мохоподібних волокон, що з'єднує зернисті клітини та пірамідні клітини CA3, що призводить до проростання мохоподібних волокон і нових збудливих мереж, здатних генерувати судоми. Однак дослідження показало, що подібна картина дисперсії зернистих клітин може спостерігатися в осіб без епілепсії.

#### Коркові вади розвитку
Фокальна кортикальна дисплазія — це порок розвитку головного мозку, який може спричинити скроневу епілепсію. Ця вада розвитку може спричинити аномальні кортикальні шари (дисламінація), виникати з аномальними нейронами (дисморфічні нейрони, балонні клітини) і може виникати з пухлиною головного мозку або судинною мальформацією. Аномалія шляху MTOR призводить до гіперзбудливості нейронів, опосередкованих глутаматом, що призводить до судом.

## Діагностика

### Електроенцефалограма
Епілептиформний розряд у скроневій частці є зразком, який можна побачити на електроенцефалограмі (ЕЕГ); скроневі епілептиформні розряди виникають між нападами і підтверджують діагноз скроневої епілепсії. Довгострокове відео-ЕЕГ-моніторинг може записати поведінку та ЕЕГ під час нападу.  Магнітоенцефалографія може діагностувати епілепсію скроневої частки шляхом реєстрації епілептиформних розрядів або патернів нападів, що виникають внаслідок магнітних полів нейронних електричних струмів.

### Нейровізуалізація
Нейровізуалізаційні тести можуть визначити причину нападів і вогнище нападу, тобто розташування мозку, де починаються напади. При вперше діагностованій епілепсії магнітно-резонансна томографія (МРТ) може виявити ураження головного мозку у 12-14 % людей з епілепсією. Однак для людей з хронічною епілепсією МРТ може виявити ураження головного мозку у 80 % людей з епілепсією. 3-Тесла МРТ рекомендовано тим, хто має ознаки фокальної епілепсії, наприклад епілепсії скроневої частки. Аномалії, виявлені за допомогою МРТ-сканування, включають склероз гіпокампу, вогнищеву кортикальну дисплазію, інші вади розвитку кори мозку, пухлини розвитку та пухлини низького ступеня злоякісності, кавернозну гемангіому, гіпоксично-ішемічне ураження головного мозку, черепно-мозкову травму та енцефаліт.
Позитронно-емісійна томографія (ПЕТ) головного мозку з 18 F-фтордезоксиглюкозою (18 F-FDG) може показати область мозку зі зниженим метаболізмом глюкози в період між нападами; ця гіпометаболічна область може відповідати осередку нападу, а ПЕТ-сканування більш чутливе до локалізації вогнища нападу в скроневій частці порівняно з епілепсією, що виникає в інших частках мозку. Однофотонна емісійна комп'ютерна томографія (SPECT) може показати область зниження кровотоку через 40-60 секунд після ін'єкції під час нападу; ця ділянка зниженого кровотоку може відповідати осередку нападу.
Комп'ютерна томографія (КТ) менш чутлива, ніж МРТ, для виявлення невеликих пухлин, судинних вад розвитку, вад розвитку кори головного мозку та аномалій у медіальній скроневій частці. КТ-сканування рекомендується в екстрених випадках, коли підозрюваною причиною епілепсії може бути внутрішньомозковий крововилив , абсцес мозку, великий інфаркт мозку або субдуральна емпієма. Людина, якій потрібна нейровізуалізація, але не може пройти МРТ через імплантовані пристрої, такі як кардіостимулятор, дефібрилятор або кохлеарний імплант, може отримати КТ. КТ може краще продемонструвати аномалії мозку, що містять кальцій, що спричиняє епілепсію, наприклад, туберозний склероз і синдром Стерджа-Вебера.

## Лікування

### Ліки
Протисудомні пероральні препарати контролюють напади приблизно у двох третин людей з епілепсією, і контроль зазвичай відбувається за допомогою одного або двох ліків.

### Хірургічне лікування
Пацієнти з неконтрольованими судомами, незважаючи на лікування декількома протисудомними препаратами, мають фармакорезистентну епілепсію, і їм може знадобитися хірургічне втручання для досягнення контролю над судомами.
Пенфілд і Фланіган вперше описали передню скроневу лобектомію, часткове хірургічне видалення скроневої частки, для лікування мезіальної скроневої епілепсії в 1950 році. У проспективному рандомізованому контрольованому дослідженні порівнювали передню скроневу лобектомію з медикаментозною терапією фармакорезистентної скроневої епілепсії, хірургічне лікування було більш ефективним, ніж медикаментозна терапія, з результатом без нападів протягом 1 року, що спостерігався у 58 % осіб з передньою скроневою лобектомією порівняно з 8 % осіб, які отримували медикаментозне лікування. Серед пацієнтів із невиліковною мезіально-скроневою епілепсією та гіпокампальним склерозом близько 70 % позбулися нападів після операції з приводу епілепсії.  Дослідження показують, що передня скронева лобектомія з мовною домінантою може призвести до погіршення вербальної пам'яті. Однак результати дослідження більш варіабельні щодо мовної недомінантної передньої скроневої лобектомії, що призводить до погіршення невербальної пам'яті.
Магнітно-резонансна лазерна інтерстиціальна теплова терапія, стереотаксична радіохірургія та стереотаксична радіочастотна абляція — це хірургічні методи лікування епілепсії шляхом руйнування аномальної тканини мозку, яка викликає судоми.
Нейростимуляція також може покращити контроль над судомами. Стимулятор блукаючого нерва (VNS) хірургічно імплантується в грудну клітку та забезпечує запрограмовану електричну стимуляцію блукаючого нерва на шиї. Чуйний пристрій нейростимуляції імплантується в череп, відстежує електричну активність мозку на наявність нападів і реагує на напади запрограмованою електричною стимуляцією однієї або двох ділянок мозку. Запрограмована глибока мозкова стимуляція переднього ядра таламуса може лікувати напади, що виникають у більш ніж 2 областях мозку.

### Дієтичне лікування
Кетогенна дієта та модифікована дієта Аткінса є додатковими варіантами лікування епілепсії скроневої частки.

### Ремісія
Серед тих, у кого в дитинстві розвинулася скронева епілепсія, епілепсія ремітує приблизно у однієї третини дітей. Ремісія була більш імовірною серед тих, хто не мав склерозу гіпокампу, пухлини головного мозку або фокальної кортикальної дисплазії на МРТ.